# 篠崎由羅
篠崎 由羅（しのざき ゆら、1970年8月 - ）は、神奈川県横須賀市出身の思想、思想史の研究家。東洋大学文学部インド哲学科卒業。

## 概要
- 3次元の物理法則では説明できないような体験が数多くある[1]。
- 幼少期から哲学・宗教学に造詣を極め、思想及び思想史、それに付随した社会現象や国際事情に興味を抱き、独自に研究を続ける。2001年の9.11をきっかけに人生が大きく転換。真相を追う傍ら紛争解決を願い研究してきたが、局所の問題だけをクローズアップさせても全体像を見ない限りは何も解決しない、どんな問題もすべてが関連しあっている事実に気づき活動の方向を改める必要性を感じる。試行錯誤の結果、個々人にとって身近な意識改革を目指すと同時にグローバルな視野を両輪で広げていくという発想に行き着き、そこから「YOU are EARTH」の前身であるＬＴＳ講演会企画部を立ち上げ、「個人の意識改革が、地球全体に影響を与える」というテーマをモットーに現在の活動へと至る[1][2]。
- 「アセンション完全否定派」[3]で「非現実的な未来を想定するよりも、今の現実から目を背けるな」というのが首尾一貫した主張であったが、2008年末、突如「肯定派」に転向した。2005年から、時間が加速している[4]ことを感じ、2008年末からこれを「大きな疑問」と感じ、アセンションに関するあらゆる情報とそれらの情報に関わる書籍を調査した[1]。
- ライフワークは「既存システムの後に誕生する新たな高次元システムの創造、構築の探求」の研究テーマ。3次元よりも高度なシステムを考察し、3次元と照らし合わせ、3次元システムの何が問題なのか、そしてどこを是正すれば良いのか、或いは人類そのものすべてがいなくならない限りは無理なのか、その答えを探し続けている[1]。
- 闇雲に情報を鵜呑みにせず、自分で咀嚼して現状を受け入れる余裕が必要な時代となった、「真実を見抜く直観力や考察力が必要」だとしている[1]。